# Chronologie des Apple II

## Chronologie

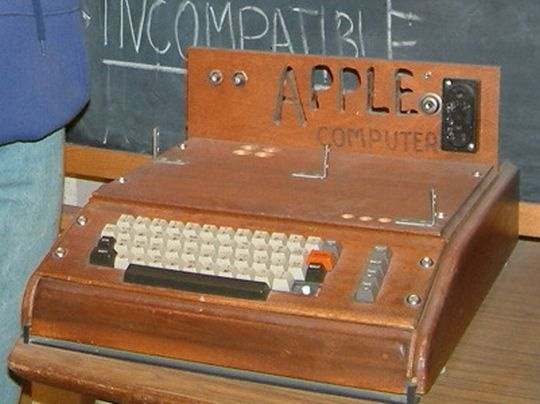
Apple I

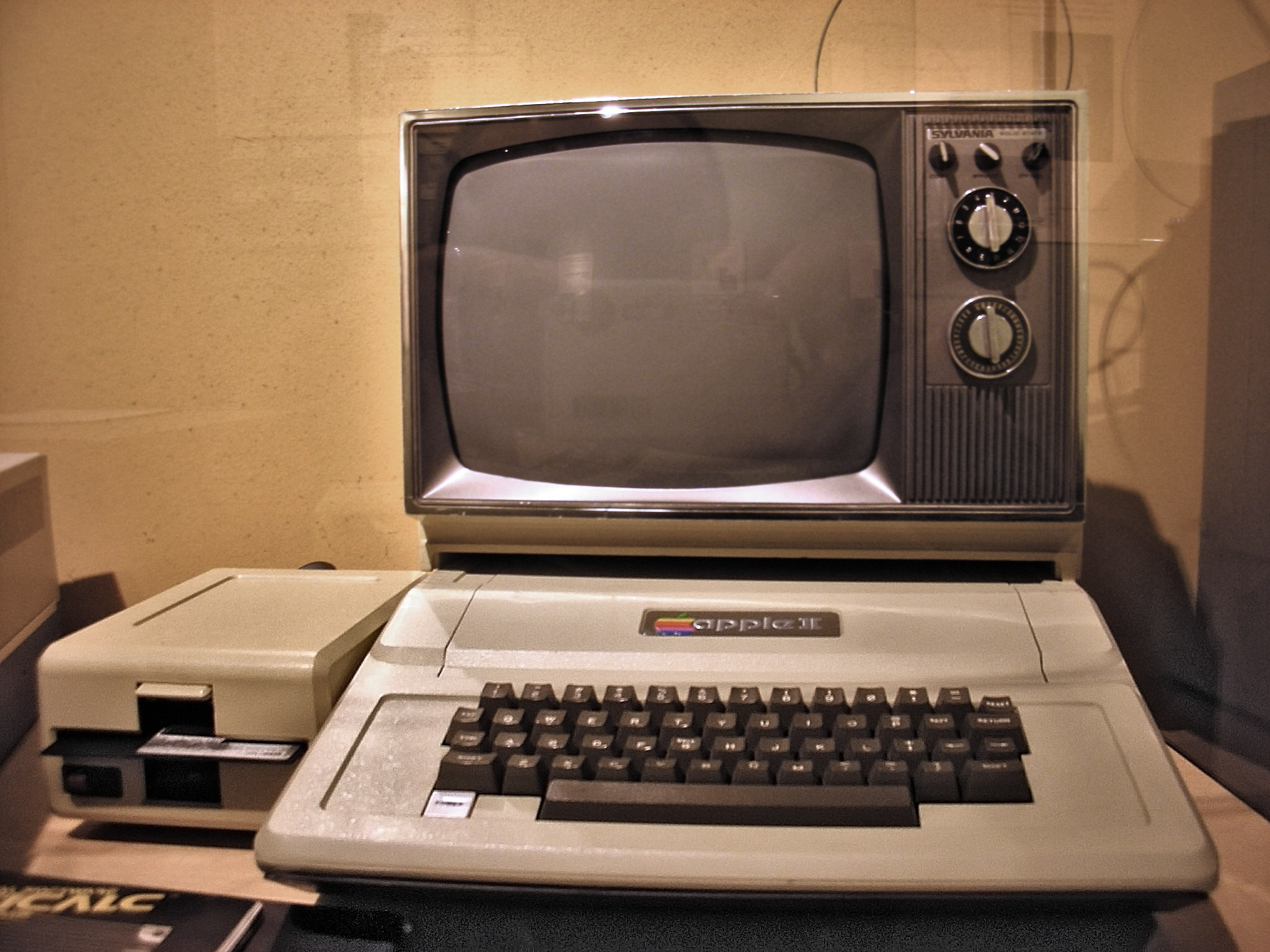
Apple II

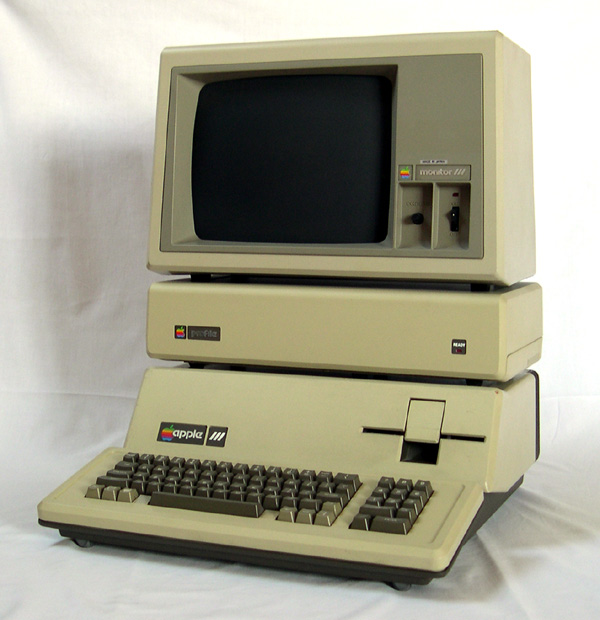
Apple III

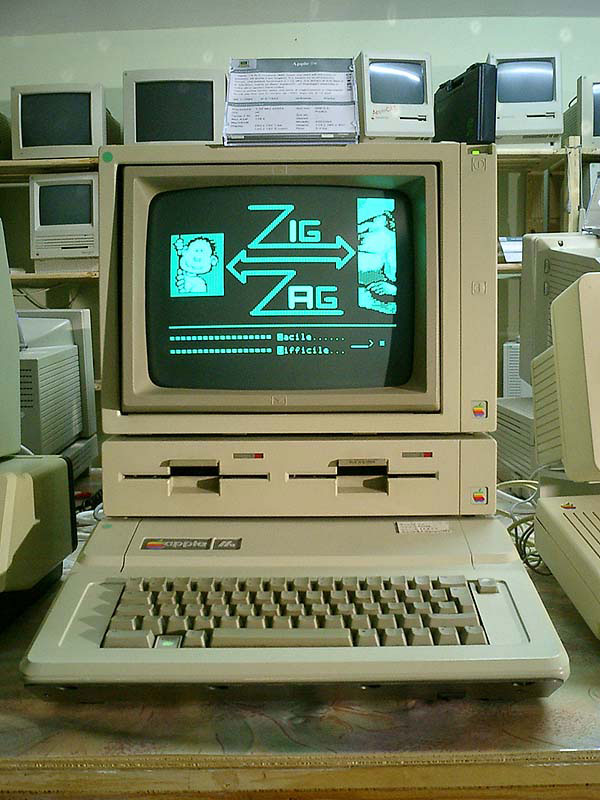
Apple IIe

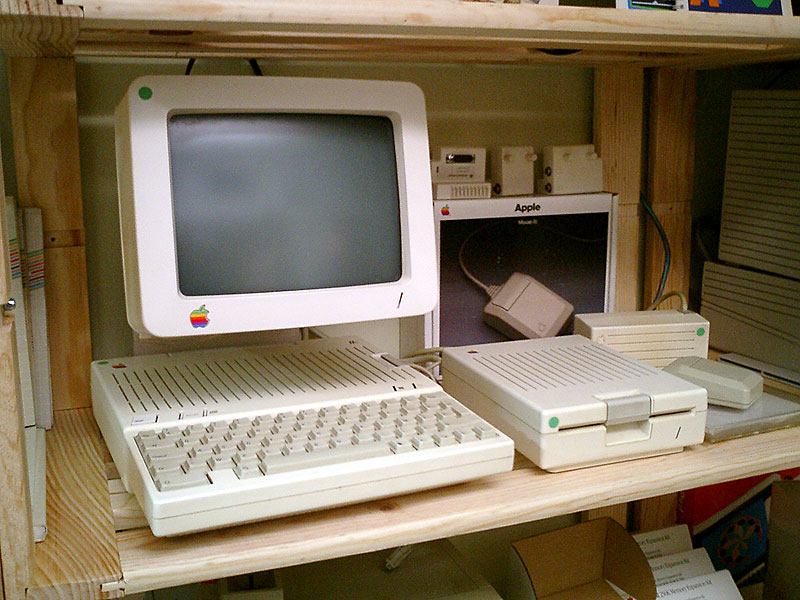
Apple IIc

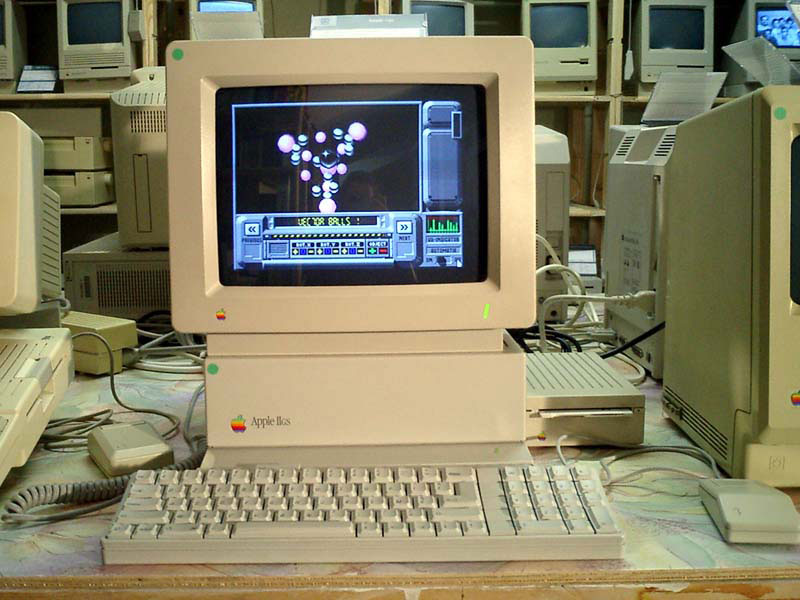
Apple IIGS

| Année | Lancement   | Modèle  | Famille | Arrêt              |
| ----- | ----------- | ------- | ------- | ------------------ |
| 1976  | 1er juillet | Apple I | Apple I | 1er septembre 1977 |

| 1977 | 1er avril | Apple II | Apple II | 1er juin 1979 |

| 1979 | 1er juin | Apple II Plus     | Apple II | 1er décembre 1982 |
| 1979 | 1er juin | Apple II EuroPlus | Apple II | 1er décembre 1982 |
| 1979 | 1er juin | Apple II J-Plus   | Apple II | 1er décembre 1982 |
| 1979 | 1er juin | Bell & Howell     | Apple II | 1er décembre 1982 |
| 1979 | 1er juin | ITT 2020          | Apple II | 1er décembre 1982 |

| 1980 | 1er septembre | Apple III | Apple III | 1er décembre 1981 |

| 1981 | 1er décembre | Apple III Revised | Apple III | 1er décembre 1983 |

| 1983 | 1er janvier  | Apple IIe      | Apple II  | 1er mars 1985    |
| 1983 | 1er janvier  | Apple Lisa     | 68000     | 1er janvier 1984 |
| 1983 | 1er décembre | Apple III Plus | Apple III | 1er avril 1984   |

| 1984 | 1er janvier | Apple Lisa 2 (Macintosh XL) | 68000    | 1er avril 1985     |
| 1984 | 1er avril   | Apple IIc                   | Apple II | 1er septembre 1986 |

| 1985 | 1er mars | Apple IIe Enhanced | Apple II | 1er janvier 1987 |

| 1986 | 1er septembre | Apple IIGS                 | Apple II | 1er octobre 1989   |
| 1986 | 1er septembre | Apple IIc Memory Expansion | Apple II | 1er septembre 1988 |

| 1987 | 1er juillet | Apple IIe Platinum | Apple II | 1er novembre 1993 |

| 1988 | 1er septembre | Apple IIc Plus | Apple II | 1er septembre 1990 |

| 1989 | 1er octobre | Apple IIGS (1 MB, ROM 3) | Apple II | 1er décembre 1992 |

| 1991 | 1er mars | Apple IIe Card | Apple II | 1er mai 1995 |

## Annexe
- Histoire d'Apple
- Chronologie des Macintosh